# Lehtosaari (ö i Norra Savolax, Nordöstra Savolax, lat 62,62, long 28,53)
Lehtosaari är en ö i Finland. Den ligger i sjön Kivijärvi och i kommunen Tuusniemi i den ekonomiska regionen  Nordöstra Savolax ekonomiska region  och landskapet Norra Savolax, i den sydöstra delen av landet, 300 km nordost om huvudstaden Helsingfors. Öns area är 0,4 hektar och dess största längd är 120 meter i sydöst-nordvästlig riktning.